# Апиц, Бруно
Бру́но А́пиц (нем. Bruno Apitz; 28 апреля 1900[…], Лейпциг, Королевство Саксония — 7 апреля 1979[…], Восточный Берлин) — немецкий прозаик и драматург. Коммунист, узник концентрационных лагерей. Один из соучредителей Социалистической единой партии Германии.

## Биография
Бруно Апиц родился двенадцатым ребёнком в семье прачки и рабочего. После школы получил образование мастера по изготовлению печатей. В Первую мировую войну стал страстным последователем Карла Либкнехта. В 17-летнем возрасте выступил с речью перед бастовавшими рабочими военного завода, за что был приговорён к тюремному заключению сроком в 19 месяцев. После досрочного освобождения в 1918 году Апиц участвовал во время Ноябрьской революции в лейпцигских рабочих дружинах и занимался книготорговлей. В 1919 году Апиц вступил в Социал-демократическую партию Германии. Из-за участия в забастовке книготорговцев лишился ученичества.
Бруно Апиц активно участвовал в противодействии Капповскому путчу, публиковал свои первые стихи и короткие рассказы в сатирических еженедельниках и газетах КПГ. Работал в книготорговле и занимался антиквариатом, затем пошёл в актёры. В 1924 году Бруно Апиц написал свою первую пьесу Der Mensch im Nacken. На закате Веймарской республики и при национал-социалистах появились роман Fleck und Barb, die Unrasierten и несколько театральных пьес, которые не были опубликованы и в настоящее время считаются утраченными.
В 1927 году Бруно Апиц вступил в Коммунистическую партию Германии и Красную помощь. В 1930—1933 годах Апиц состоял в Союзе пролетарских революционных писателей и являлся председателем его лейпцигского отделения. После Первой мировой войны неоднократно привлекался к ответственности за социалистическую антивоенную пропаганду, а при национал-социалистах находился в заключении в концентрационных лагерях. В 1933 году он был узником концлагеря Заксенбург, 1934—1937 годы Апиц, пытавшийся возродить КПГ в Лейпциге, провёл в заключении за измену родине в тюрьме Вальдхайма. Затем до своего освобождения в апреле 1945 года пробыл 8 лет в концентрационном лагере Бухенвальд.
После Второй мировой войны работал управляющим директором Лейпцигского театра. В 1946 году стал одним из соучредителей Социалистической единой партии Германии. С 1949 года занимал должность редактора газеты Leipziger Volkszeitung и отвечал за переписку с населением. Он также выступил драматургом на киностудии DEFA и автором радиоспектаклей. Входил в состав правления Союза немецких писателей и являлся членом Берлинской академии художеств.
В 1958 году вышел в свет первый роман Бруно Апица о сопротивлении узников Бухенвальда «Голый среди волков», который был переведён на 30 языков мира, был экранизирован и сделал автора знаменитым. В 1976 году увидел свет автобиографический роман «Радуга» о судьбах немецких рабочих начала XX века. В 1965 году Бруно Апиц женился на Марлис Кикхефер, в том же году у них родилась дочь Сабина.
Бруно Апиц похоронен на Центральном кладбище Фридрихсфельде.